# Justin Collins
Pas d'image ? Cliquez ici

a Compétitions nationales et continentales officielles uniquement.

b Matchs officiels uniquement.
Dernière mise à jour le 22 juillet 2019.
Justin Collins est né le 9 avril 1974 à Hobart (Tasmanie) . C’est un joueur de rugby à XV néo-zélandais qui a joué avec les Blues dans le Super 14, évoluant au poste de Troisième ligne aile (1,94 m pour 101 kg).

## Carrière

### Club et province
Il a débuté avec la province de Northland en 1994 et dans le Super 12 en 1998 avec les Waikato Chiefs. Il est surtout connu pour ses qualités défensives.

## Palmarès
- Nombre de matchs de Super 12/14 : 104
- Nombre de matchs avec provinces : 160
- Vainqueur du National Provincial Championship en 2005 avec Auckland